# Callistege cuncleata
Callistege cuncleata là một loài bướm đêm trong họ Erebidae.